# Браунли, Алистер
Алистер Эдвард Браунли (англ. Alistair Edward Brownlee, род. 23 апреля 1988 года) — британский триатлет, олимпийский чемпион 2012 и 2016 годов, чемпион мира 2009 и 2011 годов в абсолютном зачёте.

## Образование
Алистер получил среднее образование в Брадфорде, а затем поступил в Кембриджский университет на медика, но в 2006 году оставил его ради спортивной карьеры. Он поступил в городской университет Лидса и получил степень в области спортивных наук и физиологии.

## Спортивная карьера

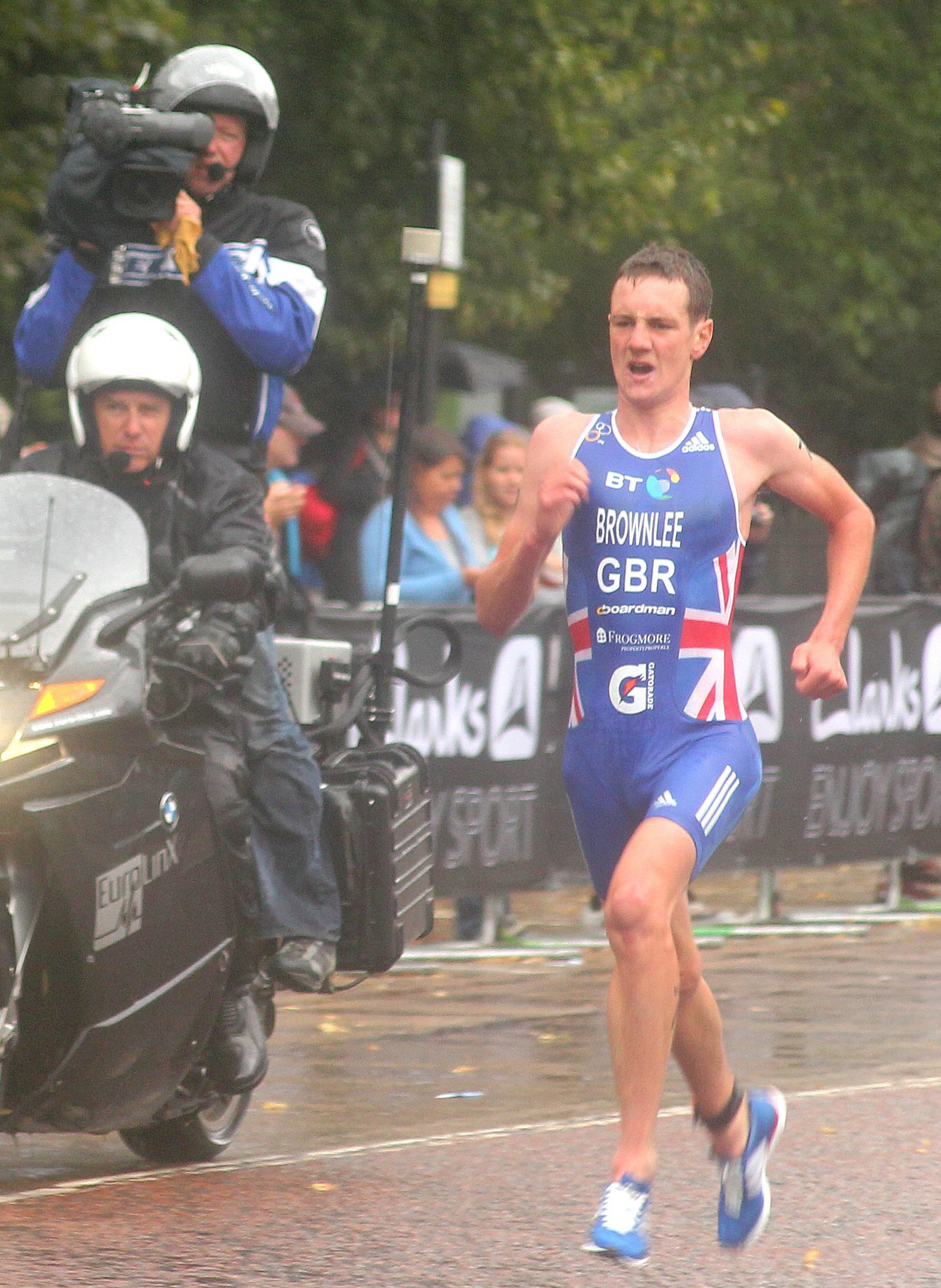

Впервые Алистер участвовал на Олимпийских играх в 2008 году и занял 12-е место. Также в этом же сезоне он победил в чемпионате мира среди молодёжи до 23 лет.
В 2009 году Алистер выиграл свой первый титул чемпиона мира, победив во всех пяти этапах Мировой серии, в которых участвовал. Кроме того, в этом году он победил в чемпионате Европы.
В начале следующего года Алистер получил травму (перелом бедренной кости) и не мог участвовать в соревнованиях до июня, что сделало защиту титула чемпиона мира практически невозможной, однако Алистер снова выиграл чемпионат Европы
В первом этапе Мировой серии 2011 года Алистер неудачно упал и занял в нём 29-е место, однако великолепно пройденные следующие этапы покрыли отставание, в результате чего он снова стал чемпионом мира. Позднее в этом же году Алистер в третий раз стал чемпионом Европы.
Главным же достижением в карьере Алистера стали 2 золотые медали на Олимпийских играх 2012 года в Лондоне и Олимпийских играх 2016 года в Рио-де-Жанейро.

## Личная жизнь
У Алистера есть два брата. Младший, Джонатан, тоже триатлонист, он занял третье место на олимпиаде 2012 года в Лондоне и второе место на олимпиаде 2016 года в Рио-де-Жанейро.

## Награды
- Офицер ордена Британской империи (13 июня 2025 года)[7]